# Krzysztof Olszewski (fotograf)
Krzysztof Olszewski, pseud. artyst. "KED" (ur. 11 czerwca 1970 w Kartuzach) – polski fotograf i artysta wizualny, autor fotoinstalacji. 

## Życiorys
Ukończył studia na Wydziale Komunikacji Multimedialnej Akademii Sztuk Pięknych w Poznaniu (dyplom pod kierunkiem Grzegorza Przyborka), a następnie studia uzupełniające na Wydziale Operatorskim Państwowej Wyższej Szkoły Filmowej, Telewizyjnej i Teatralnej w Łodzi. Otrzymał stypendia artystyczne Miasta Szczecina (2004, 2005), ASP w Poznaniu (2004) oraz Łódzkiej PWSFTViT (2005).
Wykładowca w Szkołach Artystycznych Top-Art. Fotoedytor kwartalnika filozoficznego "fo-pa". Pomysłodawca i dyrektor artystyczny Międzynarodowego Festiwalu Sztuki Wizualnej inSPIRACJE w Szczecinie.
Publikacje w czasopismach fotograficznych (polskich "Foto Pozytywie", "Fotopolis", "Biuletynie Fotograficznym" oraz francuskim "Photo" i słowackim "Imago") oraz o tematyce kulturalnej ("Tygiel Kultury") i filozoficznej "fo-pa").

## Wystawy
- WYSTAW[k]A w Muzeum Sztuki Współczesnej w Muzeum Narodowym w Szczecinie 2007
- Pomniki przyrody - galeria w Ratuszu, Bad Freienwalde, Niemcy 2007
- III Międzynarodowy Festiwal Sztuki Wizualnej w Szczecinie, 13 Muz, „Pomniki przyrody”, Szczecin 2007
- V Międzynarodowy Festiwal Fotografii w Łodzi, Galeria Ars Nova - „made In poland”, Łódź 2006
- II Międzynarodowy Festiwal Fotografii Kreacyjnej w Szczecinie, Galeria Gotycka, Zamek Książąt Pomorskich made In poland”, Szczecin 2006
- CSW „InnerSpace” - „Przypadek Szczególny”, Poznań 2005
- „Galeria pod Piramidą” Książnica Pomorska w Szczecinie - „Przestrzeń Wyobraźni” oraz "niebka, widoczki, sekreciki", Szczecin 2005
- Miejsce sztuki OFFicyna w Szczecinie - „Przypadek Szczególny”, Szczecin 2005
- Galerie automatique - akcja międzynarodowa, Szczecin - Strasburg – Berlin 2005
- Brama Jazz Cafe - „Projekt 33-22”, Szczecin 2005
- Galeria PaCamera w Suwałkach - „gdy spadają Anioły”, Suwałki 2005
- III Międzynarodowy Festiwal Fotografii w Łodzi, Galeria Dialogu Czterech Kultur - „Przestrzeń Wyobraźni”, Łódź 2004
- IX Międzynarodowy Festiwal Fotografii w Popradzie - „Przestrzeń Wyobraźni”, Poprad, Słowacja 2004
- „Naród Sobie” Galeria Teatru Polskiego w Poznaniu - „Przestrzeń Wyobraźni”, Poznań 2004
- Międzynarodowe Targi Obrazu „Polfoto” - „gdy spadają Anioły”, Międzyzdroje 2003